# Heldenhain Eberswalde

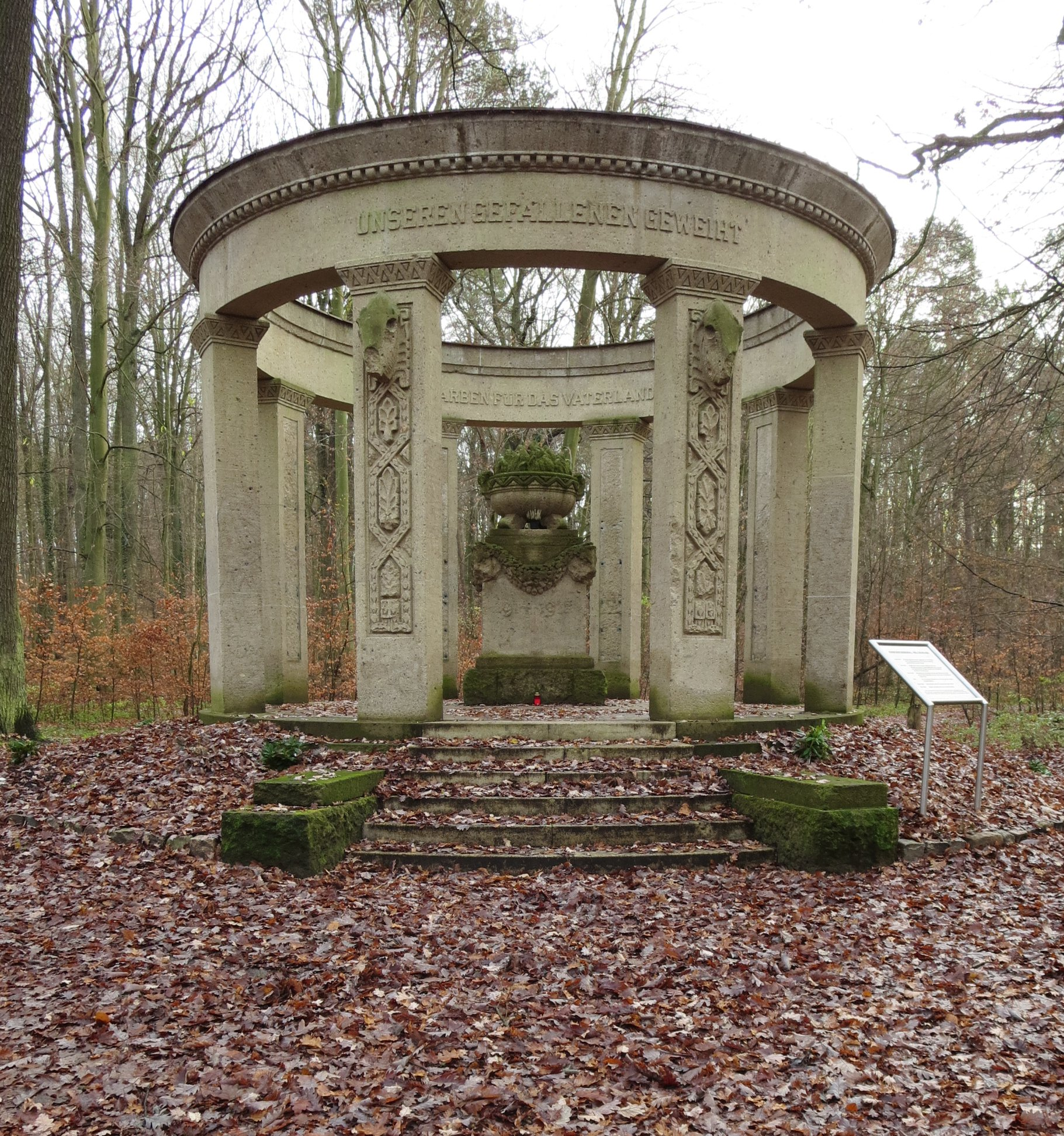
Heldenhain (2014)

Der Heldenhain ist ein Mahnmal für die Gefallenen des Ersten Weltkriegs in Eberswalde. Er befindet sich am Rand der Oberheide, südlich der Georg-Herwegh-Straße, und steht unter Denkmalschutz.

## Geschichte

### Planung, Errichtung und Verfall
Am Rand der Oberheide befand sich der Anfang des 19. Jahrhunderts angelegte „Eichenhain“. Zu Ehren des Generalmarschalls der Obersten Heeresleitung Paul von Hindenburg wurde der Eichenhain im Kriegsjahr 1917 in „Hindenburg-Hain“ umbenannt.
Nach dem Ersten Weltkrieg beschloss die Eberswalder Stadtverwaltung 1921, in der Oberheide ein Denkmal für die gefallenen Eberswalder Bürger zu errichten. Mit dem Entwurf wurde der namhafte Berliner Bildhauer Hans Dammann beauftragt. Das von Dammann geschaffene Denkmal besteht aus einem Rundbau mit acht Pfeilern. Auf den Pfeilern ruht ein Gebälk mit zwei Gedenkinschriften. In der Mitte steht auf einem mit Eberköpfen und Girlanden geschmückten Postament eine wuchtige steinerne Opferschale. An den Innenseiten der Pfeiler waren 24 Bronzeschrifttafeln mit den Namen von 826 Gefallenen angebracht. Am 22. November 1925 wurde das Denkmal eingeweiht und erhielt den Namen „Heldenhain“. Bürgermeister Ernst Hopf übergab es „in Schutz und Pflege der Bürgerschaft“.
Im Zweiten Weltkrieg wurden 1942 die insgesamt 300 kg schweren Bronzetafeln mit den Namen der Gefallenen als „Metallspende“ für die Kriegsproduktion abgenommen und eingeschmolzen. Die Namenslisten der Gefallenen existieren noch im Kreisarchiv Barnim.
Nach dem Zweiten Weltkrieg wurde die Anlage nicht mehr gepflegt, das führte zum allmählichen Verfall des Kriegerdenkmals.

### Wiederinstandsetzung ab 2008
Seit 2008 erfolgen Maßnahmen zur Instandsetzung des Heldenhains in Eberswalde. Insbesondere der Verein für Heimatkunde zu Eberswalde e.V. setzte sich für die Wiederherstellung des Heldenhains als Zeugnis zeittypischer Gedenkkultur der 1920er Jahre ein.
Als erste Maßnahme wurde die historische Zuwegung wieder hergestellt. Dann konnte mit Fördergeldern der Unteren Denkmalschutzbehörde und vor allem mit Spendenmitteln und erheblichen Eigenanteilen des Vereins die Instandsetzung des Heldenhains erfolgen. In mehreren Etappen wurde zunächst die schützende Abdeckung für den Bau und den Innenraumfußboden angebracht. Dann erfolgten die Beseitigung der Graffiti und das Aufbringen eines Graffitischutzes.
Im Mai 2014 wurden mit der Bepflanzung rund um das Denkmal die Maßnahmen zur Wiederherstellung der Mahn- und Gedenkstätte nach historischem Vorbild abgeschlossen. Eine vom Heimatkundeverein aufgestellte Schrifttafel informiert über die Geschichte dieses städtischen Denkmals. Anlässlich einer Veranstaltung zur Erinnerung an den Ersten Weltkrieg im September 2014 wurden an der Gedenkstätte noch einmal die Namen der gefallenen Eberswalder angebracht. Lange schmale Tafeln wurden für zwei Tage ähnlich den früheren 24 Bronzeplatten an dem Acht-Säulen-Rundbau befestigt.